# Kazimierz Jaworski (1940–2006)
Kazimierz Wiesław Jaworski (ur. 24 marca 1940 we wsi Sierzchowo, zm. 2006) – polski nauczyciel i działacz polityczny, poseł na Sejm X kadencji.

## Życiorys
Ukończył studia na Uniwersytecie Mikołaja Kopernika w 1963, uzyskując tytuł zawodowy magistra. W latach 60. pracował jako nauczyciel w szkołach w Aleksandrowie Kujawskim i Nieszawie. Od 1966 zatrudniony w Stowarzyszeniu „Pax”, był jego działaczem i przewodniczącym zarządu wojewódzkiego w Toruniu.
Zasiadał w Miejskiej (1974–1984) oraz Wojewódzkiej Radzie Narodowej (1984–1990), będąc w latach 1988–1990 jej wiceprzewodniczącym. Był członkiem rady krajowej Patriotycznego Ruchu Odrodzenia Narodowego. W 1989 uzyskał mandat posła na Sejm kontraktowy w okręgu toruńskim. W Sejmie należał do Komisji Obrony Narodowej, Komisji Konstytucyjnej oraz Komisji Zdrowia. W 1991 bez powodzenia ubiegał się o reelekcję z listy Chrześcijańskiej Demokracji, a w 1993 kandydował do Sejmu z listy Koalicji dla Rzeczypospolitej.
Był przewodniczącym Towarzystwa Krzewienia Świadomości Historycznej „Civitas” w Toruniu oraz zarządu wojewódzkiego Katolickiego Stowarzyszenia Civitas Christiana.

## Odznaczenia
- Złoty Krzyż Zasługi (1984)
- Brązowy Krzyż Zasługi (1977)
- Medal 40-lecia Polski Ludowej (1984)[4]